# Les Yeux de la faim

Les Yeux de la faim est un projet collectif musical de la Fondation Québec-Afrique ayant vu le jour en avril 1985. Il se concrétise avec une chanson écrite par le journaliste Gil Courtemanche et composée par Jean Robitaille. 

## Origine du projet
Après le succès des chansons Do They Know It's Christmas? de Band Aid au Royaume-Uni et We are the World de USA for Africa aux États-Unis qui servaient à amasser des fonds pour venir en aide aux enfants pauvres de l'Éthiopie, le Québec tente sa chance en créant la Fondation Québec-Afrique. Le projet de la fondation est de faire interpréter une chanson aux artistes québécois pour venir en aide aux enfants de l'Éthiopie affreusement touchés par la famine. La chanson s'appelle Les Yeux de la faim. Le journaliste Gil Courtemanche en écrit les paroles, et le compositeur et arrangeur Jean Robitaille en signe la musique.

## Enregistrement
Jean Robitaille décide de produire le single au Studio Marko en compagnie de l'ingénieur Richard Bélanger et avec la participation de l'Orchestre Métropolitain du Grand Montréal. Plusieurs compagnies de disques avaient d'abord refusé de lancer le single car selon elles, cela n'allait pas vraiment aider à changer la situation, déjà très grave, de l'Éthiopie. Finalement, la maison de disques Kébec-Disque lance le single en mai 1985 sous cette condition : les profits des ventes du single (45 tours et 33 tours de format 12 pouces) doivent être versés à la Fondation Québec-Afrique.

## Artistes associés au projet
Daniel Lavoie, Martine St-Clair, Michel Rivard, Céline Dion, Jean-Pierre Ferland, Gilles Vigneault, Nicole Martin, Claude Léveillée, Donald Lautrec, Claude Gauthier, Véronique Béliveau, Pierre Bertrand, Marie-Michèle Desrosiers, Yvon Deschamps, Renée Claude, Pierre Lalonde, Louise Portal, Dominique Michel, Jacques Michel, Louise Forestier, Sylvain Lelièvre, Marjo, Jean-Guy Moreau, Belgazou, Martine Chevrier, Michel Louvain, François Cousineau, Diane Juster, Jacques Boulanger, Michel Lemieux, Peter Pringle, Sylvie Tremblay, Nanette Workman, Robert Leroux, Patsy Gallant, René Simard, Nathalie Simard, Normand Brathwaite et la formation Toulouse.
D'autres artistes québécois de renom acceptent de participer au projet Les Yeux de la faim en tant que choristes. C'est le cas notamment de Pierre Létourneau, Georges Thurston dit « Boule Noire », Gilles Valiquette et Patrick Norman. (Voir la section des choristes dans les Crédits pour la liste complète des artistes ayant participé à cette chanson en tant que choristes)

## Crédits
- Durée de la chanson : 5:53
- Cordes : Orchestre Métropolitain du Grand-Montréal sous la direction de M. Hun Bang
- Violons : Gilles Baillargeon, Hun Bang, Denis Béliveau, Marthe Charlebois, Philippe Dunnigan, Monica Duchênes, Davetta Faria, Alain Giguère, Claude Hamel, Monique Lagacé, Marie Lamontagne, Monique Laurendeau, Valérie Legge, Denise Lupien, Florence Mallette, Marcelle Mallette et Jasmine Perron
- Altos : Anne Beaudry, Marc Bélanger, Francine Lupien, Francine Lupien-Bang et Madeleine Mercy
- Violoncelles: Alain Aubut, Jocelyne Leduc, Donald Pistolesi et Jocelyne Leduc
- Contrebasses : Pierre Cartier, Marc Denis et Jean Michon
- Harpe : Margot Morris
- Piano/synths : Jimmy Tanaka
- Basse : Alain Caron
- Guitare : Robert Stanley
- Batterie : Sylvain Coutu
- Voix principales : René Simard, Nathalie Simard et Céline Dion pour les refrains (voir la section Artistes associés au projet pour la liste complète des artistes ayant participé à cette chanson)
- Choristes : Judith Bérard, Sonia Bilodeau, Jay Boivin, Sylvie Boucher, Chiffon, Michel Comeau, Paul Daraîche, Monique Fauteux, Daniel Ferland, Lucien Francoeur, Marie-Lou Gauthier, Richard Groulx, Richard Huet, Chantale Joly, Estelle Labelle, Pierre Lacasse, Lorraine L'Écuyer, Christine Lemelin, Louise Lemire, Marc-André Lepage, Pierre Létourneau, Gaston Mandeville, Pierre Mercier, Maryse Michaud, Carlyle Miller, Laurie Niedzielski, Patrick Norman, Suzanne Parayre, Priscilla, Francine Raymond, Judi Richards, Marie-Claude Robitaille, Christiane Robichaud, Pierre Sénécal, Alexandre Stanké, Georges Thurston, Gilles Valiquette, Jimmy Victime, Philip Vyvial, June Wallach
- Prise de son et mixage : Richard Bélanger
- Assistance à la prise de son et au mixage : Jean-Philippe (Philo) Gélinas, Jacques Paradis, Martin Hébert et Serge Gaudet
- Enregistré et produit au Studio Marko
- Vidéo : Téléscène
- Éclairage : Panavision
- Caméra : Inter-Tel Image
- Réalisateur vidéo : Peter Svatek
- Directeur de la photographie : Ron Stannet
- Assistant caméra : Luc Lussier
- Chef électricien : Michel-Paul Bélisle
- 2e électricien : Marc Hénault
- Machiniste : Érik Sandmark
- Monteur : Avdé Chiriaef
- Ingénieur sonore : Gabor Vadnais
- Moyens vidéo : Gaétan Huot
- Directeur de production : Jean Savard
- Adjoint à la production : Michel Martin
- Producteur vidéo : René Mongeau
- Producteur exécutif vidéo : Neil Léger
- Conception visuelle de la pochette : Richard Leclerc (Groupe Everest)
- Illustration de la pochette : Claude Lafrance (Studio Ascension)
- Photographies : André Panneton
- Préparation des films : Kalligraphia Inc.
- Fabriqué par Cinram Ltée, Toronto
- Imprimé par Emballages Shorewood Canada Ltée
- Mastering : Alain De Roque pour S.N.B.
- Promotion : Francine Chaloult, Pierre Tremblay, Radio-Activité
- Éditions : Fondation Québec-Afrique, Division Éditions (SDE Canada)
- Avocat-conseil : Me Jacques Rossignol, du bureau d'Avocats Lapointe, Rosenstein
- Coordination : Daniel Lachance et Francine Mercure de Paroles et Musique ainsi que Ginette Bonneville de Kébec-Disque
- Avec la collaboration de la Guilde des musiciens et de l'Union des artistes.
- Remerciements: Lucie Archambault, Marc Auger, Marie-Lise Bernier, Denise Boucher, Monique Brodeur, Michelle Carolli, Line Duhamel, Normand Provost, Anne Robitaille et Hugo Trottier; Audio Concept, Brasserie Molson, Lalonde Chevrolet Oldsmobile, Procilab et St-Hubert B.B.Q.; les compagnies de disques ADM Inc, A & M, Amplitude, Bo-Mon, Disques Marguerite, Disque No.1, Disques TBS, Express, Jaune, Kébec-Disque, Laser, Le Nordet, Polydor, Trafic, Unidisc et Vamp
- (P) 1985 Fondation Québec-Afrique

## Performance sur les palmarès
- Date d'entrée sur les palmarès : 25 mai 1985
- Nombre de semaines : 19
- Meilleure position : no 1
- Semaines en tête : 7